# 19ª etapa del Giro de Italia 2017
La 19ª etapa del Giro de Italia 2017 tuvo lugar el 26 de mayo de 2017 entre San Candido y Piancavallo sobre un recorrido de 191 km.

## Clasificación de la etapa
La clasificación de la etapa fue la siguiente:
| \| Clasificación de la etapa \| Clasificación de la etapa \| Clasificación de la etapa \| Clasificación de la etapa \| Clasificación de la etapa \| \| Ciclista \| Ciclista \| Equipo \| Tiempo \| \| \| ------------------------- \| ------------------------- \| ----------------------------- \| ------------------------- \| ------------------------- \| \| 1.º \| Mikel Landa \| Team Sky \| 4 h 53 min 00 s \| \| \| 2.º \| Rui Alberto Costa \| UAE Team Emirates \| + 1 min 49 s \| \| \| 3.º \| Pierre Rolland \| Cannondale-Drapac \| + 1 min 54 s \| \| \| 4.º \| Pello Bilbao \| Astana \| + 2 min 12 s \| \| \| 5.º \| Sebastián Henao \| Team Sky \| + 3 min 06 s \| \| \| 6.º \| Yevgueni Shalunov \| Gazprom-RusVelo \| + 3 min 51 s \| \| \| 7.º \| Luis León Sánchez \| Astana \| + 3 min 51 s \| \| \| 8.º \| Matteo Busato \| Wilier Triestina-Selle Italia \| + 5 min 05 s \| \| \| 9.º \| Lorenzo Rota \| Bardiani CSF \| + 5 min 05 s \| \| \| 10.º \| Ilia Koshevoy \| Wilier Triestina-Selle Italia \| + 6 min 44 s \| \| |                   |                               |                 |
| |                   |                               |                 |
| Fuente: ProCyclingStats |                   |                               |                 |
| Clasificación de la etapa |                   |                               |                 |
| Ciclista | Ciclista          | Equipo                        | Tiempo          |
| 1.º | Mikel Landa       | Team Sky                      | 4 h 53 min 00 s |
| 2.º | Rui Alberto Costa | UAE Team Emirates             | + 1 min 49 s    |
| 3.º | Pierre Rolland    | Cannondale-Drapac             | + 1 min 54 s    |
| 4.º | Pello Bilbao      | Astana                        | + 2 min 12 s    |
| 5.º | Sebastián Henao   | Team Sky                      | + 3 min 06 s    |
| 6.º | Yevgueni Shalunov | Gazprom-RusVelo               | + 3 min 51 s    |
| 7.º | Luis León Sánchez | Astana                        | + 3 min 51 s    |
| 8.º | Matteo Busato     | Wilier Triestina-Selle Italia | + 5 min 05 s    |
| 9.º | Lorenzo Rota      | Bardiani CSF                  | + 5 min 05 s    |
| 10.º | Ilia Koshevoy     | Wilier Triestina-Selle Italia | + 6 min 44 s    |

## Clasificaciones al final de la etapa
La clasificación general tras finalizar la etapa fue la siguiente:

### Clasificación general
| \| Clasificación general \| Clasificación general \| Clasificación general \| Clasificación general \| Clasificación general \| \| Ciclista \| Ciclista \| Equipo \| Tiempo \| \| \| --------------------- \| --------------------- \| --------------------- \| --------------------- \| --------------------- \| \| 1.º \| Nairo Quintana \| Movistar Team \| 85 h 02 min 40 s \| \| \| 2.º \| Tom Dumoulin \| Team Sunweb \| + 38 s \| \| \| 3.º \| Vincenzo Nibali \| Bahrain-Merida \| + 43 s \| \| \| 4.º \| Thibaut Pinot \| FDJ \| + 53 s \| \| \| 5.º \| Ilnur Zakarin \| Katusha-Alpecin \| + 1 min 21 s \| \| \| 6.º \| Domenico Pozzovivo \| AG2R La Mondiale \| + 1 min 30 s \| \| \| 7.º \| Bauke Mollema \| Trek-Segafredo \| + 2 min 48 s \| \| \| 8.º \| Adam Yates \| Orica-Scott \| + 6 min 35 s \| \| \| 9.º \| Bob Jungels \| Quick-Step Floors \| + 7 min 03 s \| \| \| 10.º \| Steven Kruijswijk \| LottoNL-Jumbo \| + 7 min 37 s \| \| |                    |                   |                  |
| |                    |                   |                  |
| Fuente: ProCyclingStats |                    |                   |                  |
| Clasificación general |                    |                   |                  |
| Ciclista | Ciclista           | Equipo            | Tiempo           |
| 1.º | Nairo Quintana     | Movistar Team     | 85 h 02 min 40 s |
| 2.º | Tom Dumoulin       | Team Sunweb       | + 38 s           |
| 3.º | Vincenzo Nibali    | Bahrain-Merida    | + 43 s           |
| 4.º | Thibaut Pinot      | FDJ               | + 53 s           |
| 5.º | Ilnur Zakarin      | Katusha-Alpecin   | + 1 min 21 s     |
| 6.º | Domenico Pozzovivo | AG2R La Mondiale  | + 1 min 30 s     |
| 7.º | Bauke Mollema      | Trek-Segafredo    | + 2 min 48 s     |
| 8.º | Adam Yates         | Orica-Scott       | + 6 min 35 s     |
| 9.º | Bob Jungels        | Quick-Step Floors | + 7 min 03 s     |
| 10.º | Steven Kruijswijk  | LottoNL-Jumbo     | + 7 min 37 s     |

### Clasificación por puntos
| Clasificación por puntos | Clasificación por puntos | Clasificación por puntos      | Clasificación por puntos | Clasificación por puntos |
| Ciclista                 | Ciclista                 | Equipo                        | Puntos                   |                          |
| ------------------------ | ------------------------ | ----------------------------- | ------------------------ | ------------------------ |
| 1.º                      | Fernando Gaviria         | Quick-Step Floors             | 325 pts                  |                          |
| 2.º                      | Jasper Stuyven           | Trek-Segafredo                | 192 pts                  |                          |
| 3.º                      | Sam Bennett              | Bora-Hansgrohe                | 117 pts                  |                          |
| 4.º                      | Daniel Teklehaimanot     | Dimension Data                | 100 pts                  |                          |
| 5.º                      | Lukas Pöstlberger        | Bora-Hansgrohe                | 98 pts                   |                          |
| 6.º                      | Pável Brutt              | Gazprom-RusVelo               | 76 pts                   |                          |
| 7.º                      | Kristian Sbaragli        | Dimension Data                | 76 pts                   |                          |
| 8.º                      | Eugert Zhupa             | Wilier Triestina-Selle Italia | 70 pts                   |                          |
| 9.º                      | Roberto Ferrari          | UAE Team Emirates             | 70 pts                   |                          |
| 10.º                     | Silvan Dillier           | BMC Racing Team               | 68 pts                   |                          |

### Clasificaciones por equipos

#### Clasificación por tiempo
| Clasificación por equipos | Clasificación por equipos | Clasificación por equipos | Clasificación por equipos |
| Equipo                    | Equipo                    | Tiempo                    |                           |
| ------------------------- | ------------------------- | ------------------------- | ------------------------- |

#### Clasificación por puntos
| Clasificación por equipos | Clasificación por equipos | Clasificación por equipos | Clasificación por equipos |
| Equipo                    | Equipo                    | Puntos                    |                           |
| ------------------------- | ------------------------- | ------------------------- | ------------------------- |